# Сејлем (Илиноис)
Сејлем (енгл. Salem) град је у америчкој савезној држави Илиноис. По попису становништва из 2010. у њему је живело 7.485 становника.

## Демографија
Према попису становништва из 2010. у граду је живело 7.485 становника, што је 424 (5,4%) становника мање него 2000. године.
| Група             | 2000.         | 2010.         |
| Белци             | 7.638 (96,6%) | 7.120 (95,1%) |
| Афроамериканци    | 57 (0,7%)     | 80 (1,1%)     |
| Азијати           | 91 (1,2%)     | 81 (1,1%)     |
| Хиспаноамериканци | 57 (0,7%)     | 99 (1,3%)     |
| Укупно            | 7.909         | 7.485         |